# Дрімлюга акацієвий
Дрімлюга акацієвий (Caprimulgus rufigena) — вид дрімлюгоподібних птахів родини дрімлюгових (Caprimulgidae). Мешкає в Африці на південь від Сахари.

## Опис

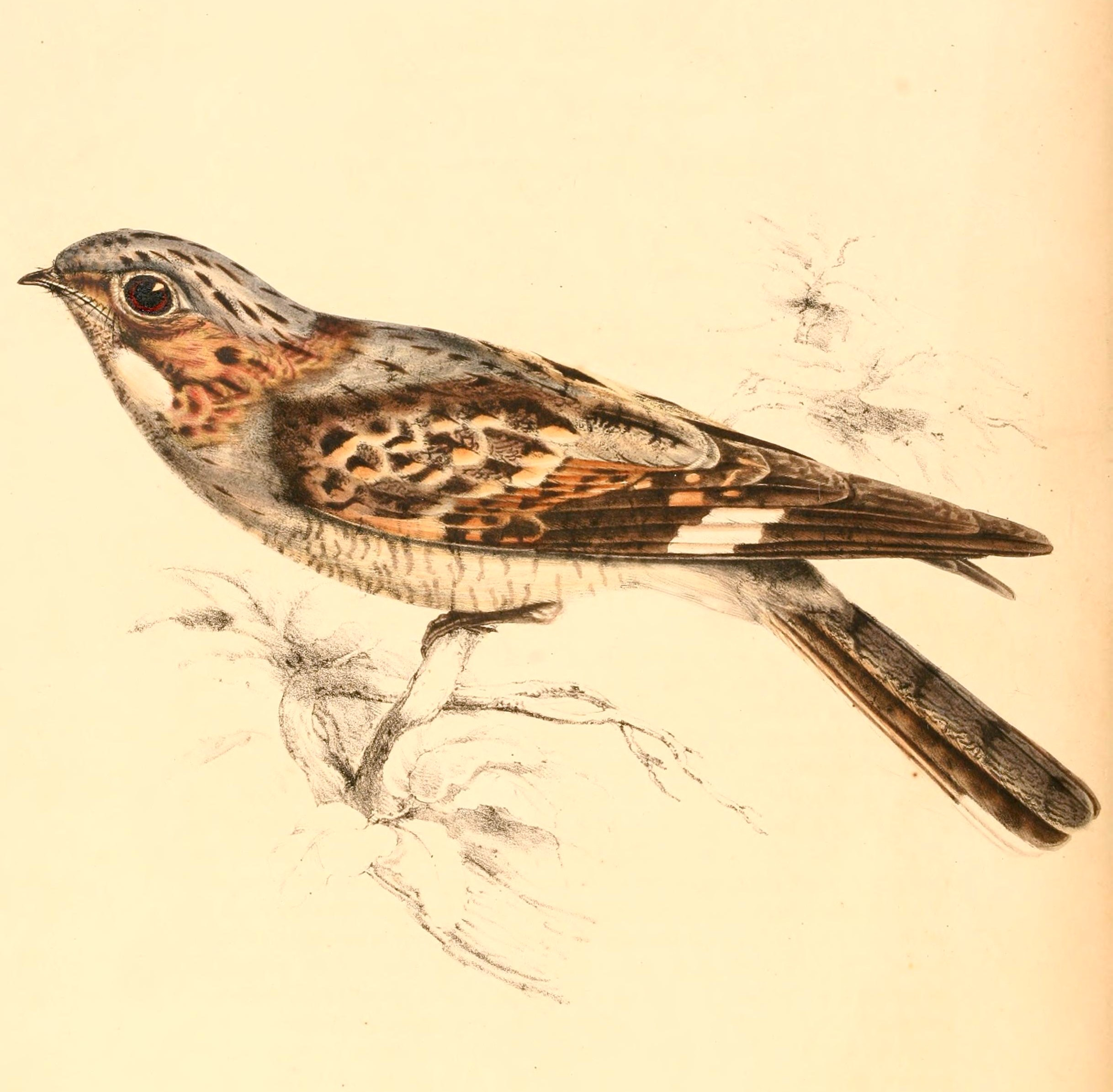
Акацієвий дрімлюга

Довжина птаха становить 23-24 см, вага 45-66 г. Верхня частина тіла смугаста, сіро-бура або чорно-бура, на потилиці вузька охриста смуга. Тім'я світло-сіре. у самців на 4 махових перах великі кремові плями, крайні стернові пера на кінці білі.

## Підвиди
Виділяють два підвиди:
- C. r. damarensis Strickland, 1853 — західна Ангола, Намібія (за винятком пустельного узбережжя), Ботсвана, північний захід ПАР;
- C. r. rufigena Smith, A, 1845 — південно-західна Замбія, Зімбабве, центр, схід і південь ПАР.

## Поширення і екологія
Акацієві дрімлюги гніздяться в Південній Африці, в Анголі, Замбії, Зімбабве, Ботсвані, Намібії, Південно-Африканській Республіці та на заході Мозамбіку. Взимку частина популяції мігрує на північ, до східного Камеруну, Нігерії, Південного Судану, Чаду, Демократичної Республіки Конго і заходу Центральноафриканської Республіки. Акацієві дрімлюги живуть в сухих акацієвих саванах, міомбо, на узліссях тропічних лісів та в рідколіссях. Живляться комахами, яких ловлять в польоті. Сезон розмноження в Анголі і Замбії триває з вересня по листопад, в Зімбабве і ПАР з вересня по грудень.